# El trovador (ópera)
El trovador (título original en italiano, Il trovatore) es una ópera en cuatro actos con música de Giuseppe Verdi y libreto en italiano de Salvatore Cammarano, basada en la obra de teatro El trovador (1836) de Antonio García Gutiérrez, quien a su vez se inspiró en el palacio de la Aljafería. Estrenada el 19 de enero de 1853 en el Teatro Apollo de Roma, forma junto con Rigoletto y La traviata,  la trilogía popular operística que compuso Verdi a mediados de su carrera.
Cammarano murió a mediados del año 1852 antes de terminar el libreto. Esto dio al compositor la oportunidad de proponer revisiones significativas, que bajo su dirección realizó el joven libretista Leone Emanuele Bardare, y se ven en gran medida en la ampliación del papel de Leonora. La trama —intrincada y novelesca— se desarrolla entre Vizcaya y Aragón en el marco de la revuelta de Jaime de Urgel, a principios del siglo XV, contra Fernando de Antequera, a raíz del resultado del Compromiso de Caspe, al que se llegó después de la muerte sin hijos de Martín el Humano.

## Historia

### Composición
Fue el mismo Verdi quien tuvo la idea de componer una ópera sobre el tema de García Gutiérrez, encargando a Salvatore Cammarano la redacción del libreto. El poeta napolitano murió súbitamente en el año 1852, poco después de concluir el libreto, y Verdi, que deseaba hacer algunos añadidos y modificaciones, recurrió a la intervención de un colaborador de Cammarano, Leone Emanuele Bardare. Este, que trabajó bajo las precisas instrucciones del compositor, cambió la métrica de la canción de Azucena (de septetos a dobles quintetos) y añadió el cantable de Luna (Il balen del suo sorriso - II.3) y el de Leonora (D'amor sull'ali rosee - IV.1). El mismo Verdi, por otro lado, intervino personalmente sobre los versos finales de la ópera, abreviándolos. El año 1857 Verdi revisó la partitura a raíz de su estreno en París, añadiéndole un ballet.
Las largas meditaciones de Verdi sobre la ópera en gestación apuntaban a realizar una cosa nueva y muy diferente a lo convencional. Salvatore Cammarano era un libretista con talento y respetado, pero sus ideas estilísticas corrían por otros caminos. En una carta escrita en abril de 1851, Verdi le expresó su idea de una ópera de una sola pieza, sin cavatinas, ni dúos, ni tercetos, ni coros, ni los finales de rigor. Era costumbre que las óperas comenzaran con un coro, pero, entre otras, esta no era la idea para El trovador. Deseaba fundir los dos primeros actos en uno y que, más que partes de una ópera, los diferentes momentos fuesen tratados como movimientos de un concierto. Verdi formulaba ideas avanzadas para la ópera italiana de su época, Cammarano adoptó una postura conservadora y no le dio lo que esperaba de él: el resultado, se puede comprobar, es exactamente lo contrario a la idea original.

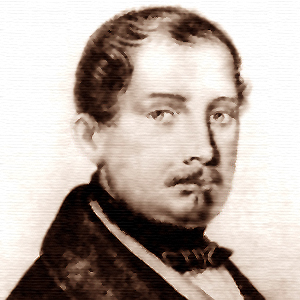
Salvatore Cammarano

Enemigo de las discusiones y presiones de diversa índole, el compositor recibió la noticia de la muerte de su madre y el proyecto estuvo a punto de quedar en nada. Recuperó las fuerzas para reemprender la tarea. A finales de año, Verdi partió a París con Giuseppina Strepponi, su mujer, recomendando a Cammarano que acabase el libreto cuanto antes. En febrero de 1852 se enteró de que el poeta pasaba por una grave enfermedad, aunque le aseguraron que estaba fuera de peligro. El trabajo no avanzaba y pensó en que lo acabase otro libretista. Paralelamente no tardó en surgir la posibilidad de que, si los censores no aprobaban el libreto, El trovador se estrenaría en el Teatro Apollo de Roma en enero de 1853. Pero el texto siguió estancado, la salud de Cammarano empeoraba y el desenlace fue fatal. El músico supo la muerte de su colaborador por un obituario publicado en un diario teatral y lamentó que no hubiese ocurrido por medio de la carta de algún amigo o persona cercana.
Ocho días antes de morir, Cammarano llegó a completar Di quella pira. Verdi le entregó a la viuda del poeta, sola con seis hijos, el dinero acordado para el libretista más una suma adicional. Se necesitaba con urgencia un hombre de letras para acabar la faena - faltaban partes del tercer acto y la totalidad del cuarto- y hacer cambios de último momento. La elección recayó en un napolitano amigo de Cammarano, Leone Emanuele Bardare. Cuando se le encomendó esta obra, Bardare tenía 32 años, iniciaba su carrera de libretista y con el tiempo llegaría a escribir los textos de más de quince óperas.

### Representaciones
Verdi regresó a París en Santa Ágata y hacia finales de diciembre de 1852 viajó a Roma, donde, instalándose en un piso alto del Hotel Europa y teniendo a su disposición un piano, una vez acabada la partitura de la ópera, mientras esperaba el estreno, componía La traviata.
No hubo problemas con la censura y según lo previsto, El trovador se estrenó en el Teatro Apollo el 19 de enero de 1853. Esta sala tenía fama de contar en sus filas con excelentes cantantes, pero no fueron los que Verdi hubiera querido: en lugar de Raffaele Mirate -el primer duque de Mantua en Rigoletto-, Manrico fue Carlo Baucardé, el papel de Leonora era ideal para Teresa De Giulio-Borsi, pero recayó en Rosina Rossi. Emilia Goggi fue Azucena y Giovanni Guicciardi el conde de Luna.
El triunfo de la nueva ópera superó todas las expectativas y Verdi recibió el obsequio de una corona de laureles con cintas rojas. Después de la tercera representación, una multitud que empuñaba antorchas acompañó al maestro a su hotel, y una pequeña banda tocó bajo su balcón música hasta la madrugada. Era costumbre del compositor retirarse de la ciudad de turno después de la tercera representación, pero en agradecimiento se quedó para la cuarta. Esa noche, el Apollo fue decorado con flores y estandartes. Sí, el triunfo era innegable, pero Verdi le dijo a su amiga la condesa Clara Maffei, que habría funcionado mejor con otros cantantes y que algunas personas habían comentado que El trovador era una ópera triste y ominosa.
La inmensa popularidad de la obra, con alrededor de 229 producciones por todo el mundo en los siguientes tres años, queda ilustrada por el hecho de que "en Nápoles, por ejemplo, donde la ópera en sus tres primeros años tuvo once puestas en escena en seis teatros, las representaciones ascendieron a 190".
En italiano se estrenó en el Théâtre des Italiens de París el 23 de diciembre de 1854 en la Salle Ventadour. El elenco incluyó a Lodovico Graziani como Manrico y Adelaide Borghi-Mamo como Azucena. En la Opéra el 12 de enero de 1857, en francés; en Londres, Covent Garden el 17 de mayo de 1855 y en Nueva York por la Academia de Música el 30 de abril de 1855. Una versión en francés traducida por E. Milien Pacini y titulada Le trouvère fue representada por vez primera en La Moneda en Bruselas el 20 de mayo de 1856 y en la Salle Le Peletier de la Ópera de París el 12 de enero de 1857. El Emperador y la Emperatriz acudieron a esta última representación. Verdi hizo algunos cambios en la partitura para el estreno francés de Le trouvère incluyendo el añadido de música para ballet en el Acto III y varias revisiones que se centraron en la música de Azucena, incluyendo una versión ampliada del final del Acto IV, para adecuar a la cantante del papel Borghi-Mamo. Algunos de estos cambios han sido usados en interpretaciones modernas en italiano.
Desde su estreno ha disfrutado de un gran éxito. La mayor parte de las representaciones usan la versión en italiano, aunque en 2002 la versión en francés, Le trouvère apareció como parte del "Ciclo de Verdi" de la Ópera de Sarasota de toda la obra del compositor, que terminará en 2013. En las estadísticas de Operabase aparece como la n.º 23 de las cien óperas más representadas en el período 2005-2010, como la 13.ª en italiano y la quinta de Verdi, después de La traviata, Rigoletto, Aida y Nabucco. Y ello se debe a la belleza de sus melodías, que contrarresta la dificultad de exigir cinco voces de gran calidad, pues, aunque el papel del bajo es muy corto, se precisa una voz rotunda, y lo mismo en el caso de los cuatro protagonistas principales, Leonora (soprano), Manrico (tenor), Azucena (mezzosoprano) y el Conde de Luna (barítono), todos ellos con arias, dúos y tercetos de gran dificultad.

## Personajes
| Personaje                                                        | Tesitura       | Elenco del estreno, 19 de enero de 1853 (Director: Emilio Angelini) | Versión revisada en francés (Le trouvère), 12 de enero de 1857 (Director: Narcisse Girard) |
| ---------------------------------------------------------------- | -------------- | ------------------------------------------------------------------- | ------------------------------------------------------------------------------------------ |
| Manrico, trovador y oficial del ejército del príncipe de Urgel   | tenor          | Carlo Baucardé                                                      | Louis Guéymard                                                                             |
| Azucena, gitana vizcaína, supuesta madre de Manrico              | mezzosoprano   | Emilia Goggi                                                        | Adelaide Borghi-Mamo                                                                       |
| Leonora, dama de compañía de la Princesa de Aragón               | soprano        | Rosina Penco                                                        | Pauline Guéymard-Lauters                                                                   |
| Il Conte di Luna, noble al servicio del príncipe de Aragón       | barítono       | Giovanni Guicciardi                                                 | Marc Bonnehée                                                                              |
| Ferrando, capitán de las fuerzas armadas del Conte di Luna       | bajo           | Arcangelo Balderi                                                   | Prosper Dérivis                                                                            |
| Ines, confidente de Leonora                                      | soprano ligera | Francesca Quadri                                                    | Mme Dameron                                                                                |
| Ruiz, soldado al servicio de Manrico                             | tenor buffo    | Giuseppe Bazzoli                                                    | Sapin                                                                                      |
| Un viejo gitano                                                  | bajo           | Raffaele Marconi                                                    | Medori                                                                                     |
| Un mensajero                                                     | tenor          | Luigi Fani                                                          | Cleophas                                                                                   |
| Amigos de Leonora, monjas, lacayos del conde, guerreros, gitanos |                |                                                                     |                                                                                            |

## Argumento
La acción se desarrolla en Vizcaya y Aragón, en el siglo XV.

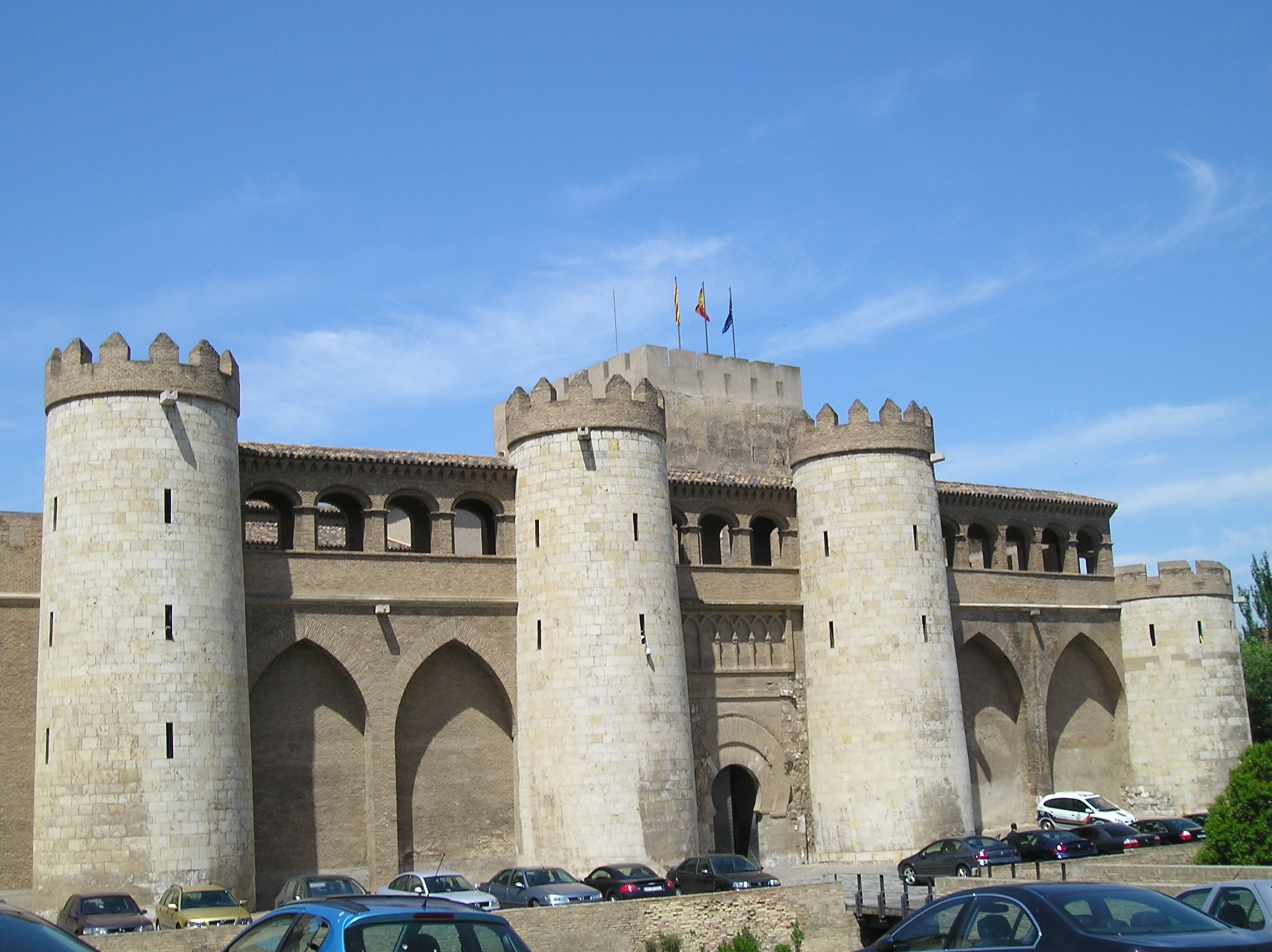
Palacio de la Aljafería en Zaragoza.

### Acto I. El duelo
Escena 1. Cuarto de la guardia del palacio de Luna (palacio de la Aljafería, Zaragoza, España).
Ferrando, el capitán de los guardias, ordena a sus hombres que estén atentos mientras el Conde de Luna vaga sin cesar bajo la ventana de Leonora, dama de honor de la princesa de Aragón, a quien ama. El conde siente celos de su rival, el trovador Manrico. Para mantener despiertos a los guardias, Ferrando narra la historia del conde (Aria: "Di due figli vivea padre beato" / "El buen conde de Luna vivía felizmente, padre de dos hijos"): hace muchos años, una gitana fue acusada de haber embrujado al hijo menor de los de Luna haciéndolo enfermar —el hijo mayor es el actual conde—, por lo que fue condenada a morir en la hoguera. Antes de morir, la gitana encomendó a su hija Azucena que la vengara, por lo cual esta raptó a dicho niño y lo arrojó a la hoguera.
Escena 2. Jardín en el palacio de la princesa.
Leonora confiesa su amor por Manrico a su confidente, Inés ("Tacea la notte placida" / "La tranquila noche está en silencio"... "Di tale amor" / "Un amor que las palabras a duras penas pueden describir").
Cuando salen de escena, el conde de Luna escucha la voz de su rival, Manrico, en la distancia: ("Deserto sulla terra" / "Solo en esta tierra").
Mientras Leonora regresa y en la oscuridad confunde al conde con su amante, el propio Manrico entra en el jardín, y Leonora corre a sus brazos. El conde reconoce en Manrico a su rival, al que ha condenado a muerte, y le reta a pelear. Leonora trata de intervenir, pero no puede detenerlos (Trio: "Di geloso amor sprezzato" / "El fuego del amor celoso").

### Acto II. La gitana
Escena 1. Campamento de gitanos.
Mientras Manrico se sienta junto al lecho de su madre, Azucena, los gitanos cantan el coro del yunque: "Vedi le fosche notturne" / "¡Ved  El cielo infinito lanza su oscuridad.").
Ella es la hija de la gitana quemada por el conde y, aunque vieja, sigue rumiando su venganza. (Aria: "Stride la vampa" / "¡Rugen las llamas!").
Mientras los gitanos levantan el campamento, Azucena le confiesa a Manrico que cuando intentó quemar al hijo del conde, por equivocación tiró a las llamas a su propio hijo (Aria: "Condotta ell'era in ceppi" / "La llevaban atadas las manos").
Manrico entonces se da cuenta de que no es el hijo de Azucena, pero la ama como si de verdad fuera su madre, pues ella siempre le fue leal y amorosa. Manrico le cuenta a Azucena que cuando luchó con su hermano y tuvo la oportunidad de matarlo, sintió una fuerza sobrenatural que le impidió hacerlo (Dúo: "Mal reggendo" / "Él estaba indefenso bajo mi salvaje ataque").
Llega un mensajero diciendo que Leonora, que cree a Manrico muerto, está por entrar a un convento y tomar el velo esa misma noche; Manrico intentará impedirlo, lanzándose en su búsqueda.
Escena 2. Frente al convento.
El conde de Luna y sus hombres intentan raptar a Leonora y el conde canta su amor por ella (Aria: "Il balen del suo sorriso" / "La luz de su sonrisa" ... "Per me ora fatale" / "Hora fatal de mi vida"). Ella y algunas monjas entran en procesión, en el momento en que Luna intenta actuar, Manrico se interpone entre ellos, y ayudado por sus hombres escapa llevándose a Leonora consigo.

### Acto III. El hijo de la gitana
Escena 1. El campamento del Conde de Luna.
(Coro: "Or co' dadi ma fra poco" / "Ahora jugamos a los dados")
Los soldados del conde de Luna traen a Azucena capturada. La llevan ante el conde, siendo reconocida por Ferrando como la gitana que raptó a su hermano. También se da a conocer como la madre de Manrico, razón por la cual el conde de Luna encontró doble motivo para condenarla a morir en la hoguera.
Escena 2. Cámara en el castillo.
Leonora y Manrico viven el uno para el otro (Aria, Manrico: "Ah si, ben mio coll'essere" / "Ah, sí, mi amor, siendo tuya")
Cuando van a pronunciar sus votos nupciales entra Ruiz, hombre de Manrico, y le informa de que Azucena será conducida a la hoguera. Manrico se apresura a salir en su ayuda (Stretta: "Di quella pira l'orrendo foco" / "Las horribles llamas de aquella pira").
Leonora cae desmayada.

### Acto IV. El castigo
Escena 1. Frente a una celda del castillo.
Leonora intenta liberar a Manrico, que ha sido capturado por el Conde de Luna (Aria: "D'amor sull'ali rosee" / "En las alas rosadas del amor"; coro y dúo: Miserere / "Señor, apiádate de esta alma").
Leonora implora piedad al conde y ofrece su vida a cambio de la de Manrico. Promete entregarse al conde, pero en secreto bebe un veneno de su anillo para morir antes de que el conde de Luna pueda consumar la boda (Dúo: "Mira, d'acerbe lagrime" / "Mira las amargas lágrimas que derramo").
Escena 2. En la celda.
Manrico y Azucena esperan su ejecución. Manrico intenta calmar a su madre, quien no puede conciliar el sueño, su mente recuerda los días más felices en las montañas (Dúo: "Ai nostri monti ritorneremo" / "De nuevo regresaremos a nuestras montañas").
La gitana finalmente se duerme. Leonora llega para decirle a Manrico que está a salvo, y le dice que está salvado, rogándole que escape. Pero él rechaza dejar la prisión, cuando se entera de que Leonora no le podrá acompañar. Se cree engañado hasta que se da cuenta de que ella ha bebido el veneno para mantenerse fiel a él. Leonora agoniza en brazos de Manrico y le confiesa que prefiere morir con él que casarse con otro (Cuarteto: "Prima che d'altri vivere" / "Antes que vivir como la mujer de otro").
El conde de Luna entra y al ver a su prometida muerta en brazos de su rival, ordena la ejecución de Manrico. Mientras se cumple la sentencia, Azucena despierta junto al conde, y cuando el conde le muestra al muerto Manrico, ella grita con pesar: Egli era tuo fratello! / "Él era tu hermano... Te he vengado, ¡oh, madre!".
Al mismo tiempo que Azucena, el conde grita desesperado "E vivo ancor!" / "¡Y yo debo seguir viviendo!".

## Instrumentación
La partitura está escrita para una orquesta formada por:
- Viento madera: 2 flautas (una doblando al flautín), 2 oboes, 2 clarinetes, 2 fagotes.
- Viento metal: 4 trompas, 2 trompetas, 3 trombones, 1 tuba o cimbasso (actualmente se sustituye por un trombón bajo).
- Percusión: timbales, bombo, triángulo, pandereta, castañuelas.
- Cuerda: 1 arpa y una sección de cuerdas con violines I y II, violas, violonchelos y contrabajos.
- Fuera de escena: trompa, tambor, campanas, triángulo, yunque, órgano, arpa.

Los martillos sobre los yunques intervienen al comienzo del Acto II y el órgano en el Acto III.

## Estructura
Acto I
- 1 Introducción
  - Coro All'erta, all'erta! (Ferrando, Familiari, Armigeri) Escena I
  - Relato Di due figli vivea padre beato (Ferrando, Coro) Escena I
  - Seguido y stretta de la Introducción E il padre? (Coro, Ferrando) Escena I
- 2 Cavatina de Leonora
  - Escena Che più t'arresti?... (Ines, Leonora) Escena II
  - Cavatina Tacea la notte placida (Leonora) Escena II
  - Tempo di mezzo Quanto narrasti di turbamento (Ines, Leonora) Escena II
  - Cabaletta Di tale amor, che dirsi (Leonora, Ines) Escena II
- 3 Escena, Romanza de Manrico y Terceto
  - Escena Tace la notte! (Conde) Escena III
  - Romanza Deserto sulla terra (Manrico) Escena IIO
  - Escena Oh detti!... oh gelosia!... (Conde, Leonora, Manrico) Escena III-IV
  - Terceto Qual voce!... Ah, dalle tenebre (Leonora, Conde, Manrico) Escena V

Acto II
- 4 Coro y canción de Azucena
  - Coro Vedi! le fosche notturne spoglie (Gitanos) Escena I
  - Canción Stride la vampa! (Azucena) Escena I
  - Escena Mesta è la tua canzon! (Gitanos, Azucena, Manrico) Escena I
  - Coro Chi del gitano i giorni abbella? (Gitanos) Escena I
- 5 relato de Azucena
  - Escena Soli or siamo (Manrico, Azucena) Escena I
  - Relato Condotta ell'era in ceppi (Azucena, Manrico) Escena I
- 6 escena y dúo de Azucena y Manrico
  - Escena Non son tuo figlio?... (Manrico, Azucena) Escena I
  - Dío Mal reggendo all'aspro assalto (Manrico, Azucena) Escena I
  - Tempo di mezzo L'usato messo Ruiz m'invia! (Manrico, Azucena) Escena I-II
  - Cabaletta Perigliarti ancor languente (Azucena, Manrico) Escena II
- 7 Aria del Conde
  - Recitativo Tutto è deserto (Conde, Ferrando) Escena III
  - Aria Il balen del suo sorriso (Conde) Escena III
  - Tempo di mezzo Qual suono!... oh ciel... (Conde, Ferrando) Escena III
  - Cabaletta Per me, ora fatale (Conde) Escena III
- 8 Final II
  - Coro Ah!... se l'error t'ingombra (Coro de religiosas) Escena III
  - Seguito del Finale II Perché piangete? (Leonora, Damas, Conde) Escena IV
  - Concertato E deggio... e posso crederlo? (Leonora, Conde, Manrico, Donne, Ferrando, Seguaci) Escena IV
  - Stretta del Final II Urgel viva! (Ruiz, Manrico, Conde, Leonora, Ferrando, Armati, Seguaci) Escena V

Acto III
- 9 Coro
  - Coro Or co' dadi, ma fra poco (Armigeri, Ferrando) Escena I
- 10 Escena y Terceto
  - Escena In braccio al mio rival! (Conde, Ferrando, Azucena, Coro) Escena II-III-IV
  - Terceto Giorni poveri vivea (Azucena, Ferrando, Conde, Coro) Escena IV
- 11 Aria de Manrico
  - Escena Quale d'armi fragor poc'anzi intesi? (Leonora, Manrico) Escena V-VI
  - Aria Ah! sì, ben mio, coll'essere (Manrico) Escena VI
  - Tempo di mezzo L'onda de' suoni mistici (Leonora, Manrico, Ruiz) Escena VI
  - Cabaletta Di quella pira l'orrendo foco (Manrico, Leonora, Ruiz, Armati) Escena VI

Acto IV
- 12 Escena y Aria de Leonora
  - Escena Siam giunti; ecco la torre (Ruiz, Leonora) Escena I
  - Aria D'amor sull'ali rosee (Leonora) Escena I
  - Miserere Miserere d'un'alma già vicina (Voces internas, Leonora, Manrico) Escena I
  - Cabaletta Tu vedrai che amore in terra (Leonora) Escena I
- 13 Escena y dúo del conde y Leonora
  - Escena Udite? Come albeggi (Conde, Leonora) Escena II
  - Dúo Mira, di acerbe lagrime (Leonora, Conde) Escena II
  - Tempo di mezzo Conte... - Né cessi? (Leonora, Conde) Escena IO
  - Stretta del dúo Vivrà!... contende il giubilo (Leonora, Conde) Escena II
- 14 Final último
  - Escena Madre?... non dormi? (Manrico, Azucena) Escena III
  - Dieto Sì, la stanchezza m'opprime, o figlio... (Azucena, Manrico) Escena III
  - Escena Ciel!... non m'inganna quel fioco lume?... (Leonora, Manrico) Escena IV
  - Tercetino Parlar non vuoi?... (Manrico, Leonora, Azucena) Escena IV
  - Escena final Ti scosta... - Non respingermi... (Manrico, Leonora, Conde, Azucena) Escena IV

## Extractos famosos
Los grandes momentos musicales son muchos:
- "Tacea la notte placida", el aria de Leonora seguida por el terceto en que se suman Manrico y el conde (acto I).
- "Il balen del suo sorriso", la narración de Azucena y la romanza del conde (acto II).
- "Ah, sì ben mio" y "Di quella pira", en la voz de Manrico (acto III).
- "D'amor sull'ali rosee y el Miserere", con los bellísimos, melancólicos y patéticos acentos que transmite Leonora (acto IV).

## En la cultura popular
Enrico Caruso dijo una vez que todo lo que se necesita para una representación exitosa de El trovador es los cuatro mejores cantantes del mundo. En muchas ocasiones diferentes, esta ópera y su música se ha presentado en varias formas de cultura y entretenimiento popular. 
En la película de los hermanos Marx Una noche en la ópera tienen lugar escenas de caos cómico a lo largo de una representación de El trovador.
Luchino Visconti usó una representación de El trovador en el teatro de La Fenice para la secuencia inicial de su película del año 1954 Senso. Cuando Manrico canta su grito de batalla en Di quella pira, la representación se ve interrumpida por los gritos de respuesta de nacionalistas italianos en la audiencia. En Italian Film in the Light of Neorealism, Millicent Marcus sugiere que Visconti usó este paradigma operístico a través de todo Senso, con paralelos entre los protagonistas de la ópera, Manrico y Leonora, y los protagonistas de la película, Ussoni y Livia.

## Discografía
- Anexo: Discografía de Il trovatore